# 쿠보노우치 에이사쿠
쿠보노우치 에이사쿠(일본어: 窪之内英策, 1966년 11월 11일 ~ )는 일본의 만화가이다. 1986년 《주간 소년 선데이》에 《OKAPPIKI EIJI》로 데뷔하였다. 주로 청년 만화 잡지에서 활동중이다.